# Vollenhovia nipponica
Vollenhovia nipponica é uma espécie de formiga do gênero Vollenhovia, pertencente à família Formicidae.

## Descrição
V. nipponica é uma formiga sem obreiras que parasita os formigueiros da espécie V. emeryi. Tanto as fêmeas como os machos passarão de pupa a adulto em agosto e setembro, passando o Inverno dentro do formigueiro, provavelmente deixando-o na Primavera para o voo nupcial. Após o acasalmento, as fêmeas penetram outros formigueiros de V. emery (por vezes transportadas pelas próprias obreiras da espécie hospedeira), e, após alguma hostilidade inicial, são aceites pelas outras formigas (não havendo observações de qualquer de agressividade da V. nipponica contra a espécie parasitada, tanto contra a rainha como as obreiras; no entanto, há registo de comportamento medianamente agressivo das rainhas V. nipponica umas contra as outras).
A V. nipponica é o único caso conhecido de uma formiga parasita, tanto entre o género Vollenhovia, como entre as formigas do Japão.

## Distribuição
A espécie encontra-se no Japão e nos Estados Unidos da América.